# Bar (pierwiastek)
Bar (Ba, łac. barium) – pierwiastek chemiczny, metal ziem alkalicznych. Nazwa pochodzi od greckiego słowa βαρύς – ciężki, co związane jest z dużą gęstością jego minerału, barytu (metaliczny bar należy natomiast do grupy metali lekkich).

## Właściwości
Bar jest metalem, bardziej miękkim niż cynk, lecz twardszym od ołowiu. Wolny metal jest bardzo reaktywny chemicznie. Na powietrzu szybko utlenia się do tlenku BaO i nadtlenku BaO2. W związkach występuje na II stopniu utlenienia. Reagując z wodą, rozkłada ją i wydziela wodór, tworząc wodorotlenek baru (Ba(OH)2), który jest mocną zasadą; nasycony roztwór tego wodorotlenku zwany jest wodą barytową.
Sole baru są bezbarwne, zawierają kation Ba2+, który należy do IV grupy analitycznej, barwią płomień na zielony kolor. Rozpuszczalne sole baru są toksyczne.

## Występowanie
W przyrodzie występuje w ilości 0,04% wagowych, przede wszystkim w postaci minerałów, takich jak baryt (BaSO4) oraz witeryt (BaCO3).
Naturalny pierwiastek jest mieszaniną sześciu izotopów trwałych: 132Ba, 134Ba, 135Ba, 136Ba, 137Ba i 138Ba oraz nietrwałego 130
Ba, który ulega bardzo rzadko spotykanej przemianie jądrowej typu podwójny wychwyt elektronu. Czas połowicznego rozpadu dla tego procesu został oszacowany metodami geochemicznymi na 1020–1022 lat.

## Odkrycie
Bar został odkryty w 1774 roku przez szwedzkiego chemika C.W. Scheelego, zaś w stanie czystym wyodrębnił go jako pierwszy Humphry Davy w 1808 roku. Jako pierwszy polską nazwę „bar” zaproponował Filip Walter.

## Otrzymywanie
Metaliczny bar otrzymuje się przez redukcję w wysokiej temperaturze tlenku baru (BaO) za pomocą glinu lub węgla. Bardzo czysty bar otrzymuje się przez rozkład wodorku baru (BaH2).

## Zastosowanie
Pod postacią metalu stosuje się go jako dodatek do stopów ołowiu, w celu zwiększenia ich twardości (stopy typograficzne), w metalurgii jako odtleniacz, jako składnik stopów do usuwania gazów resztkowych z lamp elektronowych. Szersze zastosowanie mają związki baru, głównie siarczan baru. Azotan baru (Ba(NO3)2) oraz chloran baru (Ba(ClO3)2). Są one używane do wyrobu sztucznych ogni, gdzie barwią płomień na zielono.
Tlenek baru (BaO) jest półproduktem potrzebnym do otrzymywania nadtlenku baru (BaO2). Fluorek baru (BaF2) służy do sporządzania emalii. Tytanian baru (BaTiO3) ma właściwości piezoelektryczne. Chromian baru (BaCrO4) jest stosowany jako żółty pigment do wyrobu farb, zaś manganian(VI) baru (BaMnO4) jako pigment zielony.
Związki baru dobrze pochłaniają promieniowanie rentgenowskie i promieniowanie γ, są więc stosowane jako składniki osłon przed promieniowaniem. Siarczan baru znajduje zastosowanie jako kontrast w badaniach rentgenowskich i tomografii komputerowej.
133Bar w wyniku wychwytu K emituje fotony gamma o energiach 356 keV (62%) lub 81 keV (34%). Wykorzystuje się to przy wzorcowaniu spektrometrów gamma i badaniach z udziałem efektu Mössbauera.
140Bar powstaje jako produkt rozszczepienia, stanowi część opadu promieniotwórczego. Emituje promieniowanie beta (468-1019 keV) oraz promieniowanie gamma (14-661 keV). Klasyfikowany jest jako izotop silnie radiotoksyczny, a narządem krytycznym są kości. Dopuszczalna aktywność w organizmie wynosi 150 kBq.